# Émile Wesly
Michel Émile Wesly (* 1. November 1858 in Maastricht; † 26. März 1926, vermutlich in Paris) war ein Komponist und Journalist, der in Brüssel und später in Paris tätig war. Eine seiner Kompositionen bildete die Vorlage für die Vertonungen von Bertolt Brechts Ballade von den Seeräubern und Lied der Mutter Courage.

## Leben
Wesly wurde in eine jüdische Familie geboren, die seit Ende des 18. Jahrhunderts in Maastricht ansässig war. Sein Vater war der Uhrmacher Henri Wesly (* 1819), seine Mutter Caroline Amelie Hollender; er hatte drei ältere Geschwister. Die Familie zog 1884 nach Brüssel; Émile Wesly hat wohl bereits seit 1882 dort gewohnt. Er lebte dort nacheinander in verschiedenen Gemeinden der heutigen Region Brüssel-Hauptstadt: Brüssel selbst, Schaerbeek und Saint-Josse-ten-Noode.

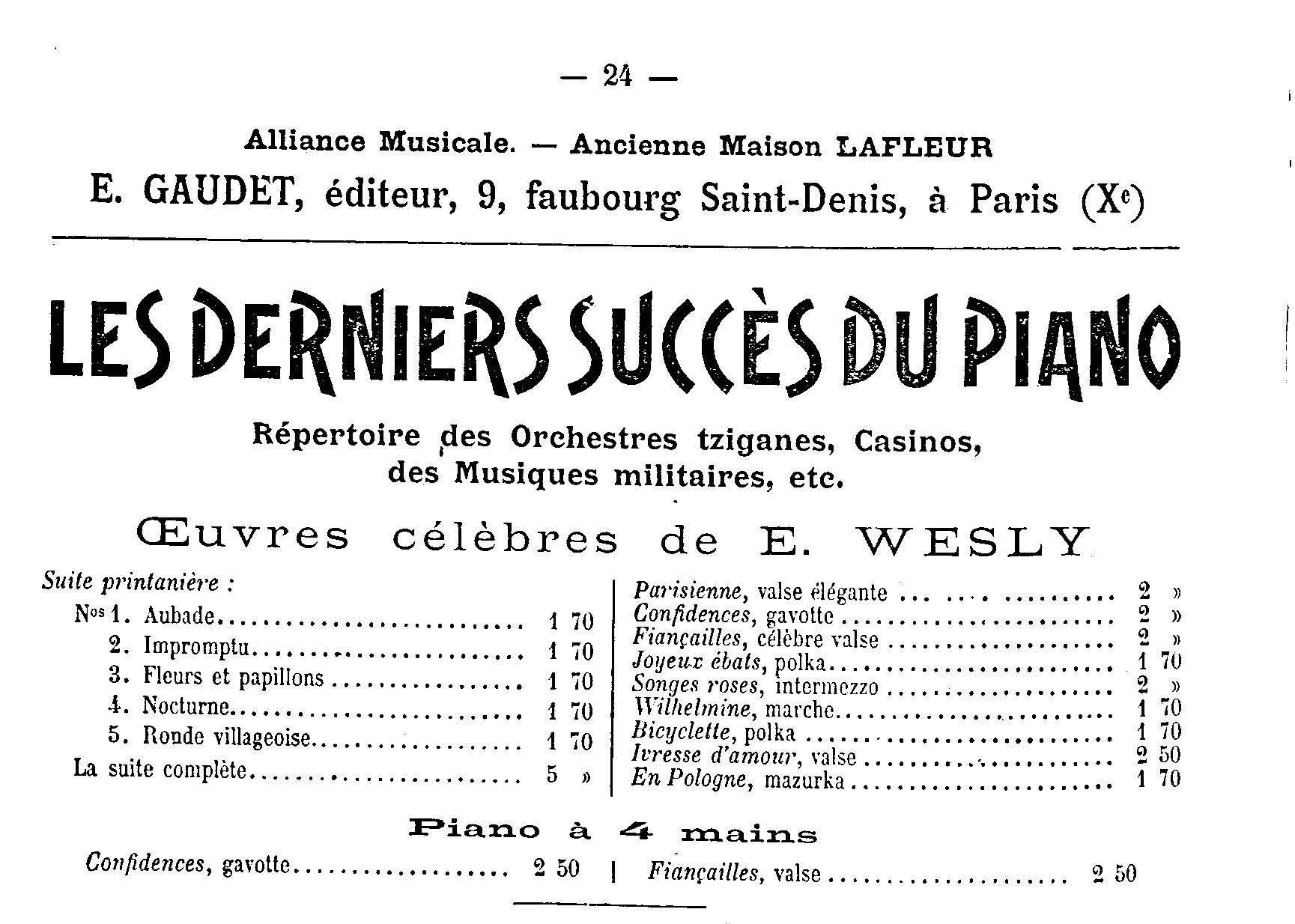
Anzeige des Musikverlags Gaudet. Aus: Bibliographie musicale française, Jg. 29, Nr. 130, Avril–Juin 1903, S. 24

Frühzeitig begann Wesly zu komponieren. Bereits 1879 hat die Theatergesellschaft Momus in Maastricht eine „einaktige Opera bouffe in drei Bildern“ von Wesly aufgeführt, wie Harry Schillings in einer Geschichte des limburgischen Amateurtheaterwesens schreibt. Von 1886 datiert eine Marche Portugaise für Orchester, die nach zeitgenössischen Berichten mit großem Erfolg in den Sommerkonzerten des „Waux-Hall“, des Pavillons des Brüsseler Théâtre royal du Parc, aufgeführt wurde; ein Klavierauszug wurde im folgenden Jahr bei dem Hamburger Musikverlag Cranz gedruckt, der eine Filiale in Brüssel unterhielt. In den folgenden Jahren schrieb Wesly eine Anzahl von kleineren Stücken: Märsche, Chansons, Tänze, Nocturnes, Suiten und Männerchöre. Soweit es sich um Vokalmusik handelte, vertonte er gewöhnlich französische Texte. Dazu zählten unter anderem verschiedene Gedichte des belgischen Schriftstellers André Henri Constant van Hasselt. Seit 1897 erschienen seine Kompositionen im Druck bei dem Pariser Musikverlag E. Gaudet.
1886 wird Wesly als Redakteur am Nieuwe Rotterdamsche Courant erwähnt, 1890 war er Korrespondent der französischen Nachrichtenagentur Havas in Saint-Josse-ten-Noode. Im folgenden Jahr übertrug er das Lustspiel Der Probepfeil von Oscar Blumenthal für eine Aufführung des Théâtre royal du Parc aus dem Deutschen ins Französische (La Flèche d’Essai). Dazu kam in den nächsten Jahren eine regelmäßige Mitarbeit an der renommierten Kulturzeitschrift Elsevier’s Geïllustreerd Maandschrift; Wesly veröffentlichte dort in niederländischer Sprache eine Artikelserie über zeitgenössische belgische Künstler: David Oijens, Pieter Oijens, Carel Storm van ’s Gravesande, Henriëtte Ronner-Knip und Alexander Struys. Bei der Brüsseler Weltausstellung von 1897 amtierte er als Sekretär der niederländischen Abteilung der Schönen Künste.
Nachdem Wesly 1899 in Ixelles Marie-Anne-Léopoldine-Renée Maxant Beaubœuf (* 1880) geheiratet hatte, schrieb er sein bekanntestes und erfolgreichstes Musikstück, den „gesungenen Walzer“ Fiançailles („Flitterwochen“), der bei zahlreichen Platzkonzerten aufgeführt und mehrfach auf Schallplatte aufgenommen wurde, unter anderem auch in deutscher Sprache. Zum Erfolg des Stücks hat sicherlich beigetragen, dass Paulette Darty, die „Königin des langsamen Walzers“, es in ihr Repertoire aufnahm. Noch heute ist der Walzer gelegentlich zu hören. Eine Reihe ähnlich erfolgreicher Kompositionen folgte. Weslys Stücke wurden auch in Filmen verwendet, so etwa seine Festa Napoletana in dem Melodram Svengali von 1931.
Vermutlich im ersten Jahrzehnt des 20. Jahrhunderts ist Wesly nach Paris gezogen. Während des Ersten Weltkriegs richtete er eine Reihe von Nationalhymnen der Alliierten für verschiedene Besetzungen neu ein. Sie erschienen 1915 bis 1918 in Fortsetzungen bei seinem Pariser Musikverlag E. Gaudet. Später bezog Wesly eine Pension der französischen Verwertungsgesellschaft SACEM. Am 26. Mai 1925 erhielt er die französische Staatsbürgerschaft.

## Vorlage Brechts: Die Standarte des Mitleids
1905 komponierte Wesly ein Chanson à voix auf einen Text des bretonischen Chansondichters Léon Durocher unter dem Titel L’Étendard de la Pitié (Die Standarte des Mitleids). Es handelte sich um eine Hymne auf das Rote Kreuz und seine Flagge. Die Noten erschienen bei E. Gaudet, der bretonische Chansonnier Yvonneck sang das Lied, und noch im selben Jahr nahm der belgische Opernsänger Jean Noté es auf Schallplatte auf. Drei Jahre später folgte eine weitere Tonaufnahme mit dem Chansonnier Marcelly. Im Unterschied zu anderen Kompositionen Weslys wurde das Chanson nicht besonders bekannt, es sind keine weiteren Aufführungen überliefert.
2012 stellte sich heraus, dass Bertolt Brecht diese Melodie als Vorlage für die Gesangsnoten benutzt hat, die er 1927 in der Taschenpostille und Hauspostille für seine Ballade von den Seeräubern veröffentlichte. Brecht gab in seiner Einleitung zur Hauspostille, der Anleitung zum Gebrauch der einzelnen Lektionen, sogar den Titel des Stücks an, nicht aber den Namen des Komponisten: „Die Melodie ist die von L’Étendard de la Pitié.“ Er nahm lediglich einige relativ geringfügige Veränderungen vor (auch die Fassungen in der Taschen- und in der Hauspostille unterscheiden sich etwas).
Ab 1939 machte er erneut von der Melodie Gebrauch, nämlich bei der Arbeit an seinem Stück Mutter Courage und ihre Kinder. Er nutzte sie bereits im Schreibprozess als Vorlage für das Lied der Mutter Courage und legte sie zudem seinen Komponisten Simon Parmet, Paul Burkhard und schließlich Paul Dessau ans Herz, die sie tatsächlich auch verwendeten. Hier machte er allerdings keine Angaben über die Herkunft mehr.

## Rezeption
Seit 2012 gibt es gelegentlich wieder Aufführungen von Weslys Werken. So hat das Duo Burkhard Sondermeier & Ulrich Raue 2014 im Rahmen des Programms Ein Weltkrieg wird 100 unter anderem eine Klavierfassung von Weslys L’Étendard de la Pitié vorgetragen, beim Festival Batta & Co. in Maastricht im November 2015 sang Claudia Couwenbergh mit Klavierbegleitung von Frans van Ruth die Chansons Fiançailles, Le secret und L’amour veille, und auf der 2015 erschienenen CD Dutch Cello Sonatas Vol. 7 des Duos Doris Hochscheid & Frans van Ruth ist Weslys Rêverie d’Automne zu hören.

## Schriften (Auswahl)
- David en Pieter Oijens. In: Elsevier’s Geïllustreerd Maandschrift, Jahrgang 2 (1892), Teil 3, S. 537–555. Online
- Carel Storm van ’s Gravesande. In: Elsevier’s Geïllustreerd Maandschrift, Jahrgang 2 (1892), Teil 4, S. 329–344. Online
- Henriëtte Ronner. In: Elsevier’s Geïllustreerd Maandschrift, Jahrgang 3 (1893), Teil 5, S. 349–364. Online. Dieser Artikel findet sich in bearbeiteter Form auch in Max Rooses (Hrsg.): Het Schildersboek. Nederlandsche schilders der negentiende eeuw in monographieën door tijdgenoten (deutsch etwa: Das Malerbuch. Niederländische Maler des 19. Jahrhunderts in Monographien ihrer Zeitgenossen), Elsevier, Amsterdam 1898, S. 103–119, dort mit faksimilierter Unterschrift Weslys. Online. Das Buch wurde auch ins Englische (Dutch painters of the nineteenth century, online) und Französische (online) übersetzt.
- Alexander Struys. In: Elsevier’s Geïllustreerd Maandschrift, Jahrgang 4 (1894), Teil 7, S. 1–20. Online

## Kompositionen (Auswahl)
- L’Amour veille („Die Liebe wacht“). Text: Henry Moreau. 1908.[14]
- Bicyclette-Polka („Fahrradpolka“). Mit Gesang. 1903.[15] Titelblatt. Tonaufnahme mit dem Orchestre Walter bei Zonophone
- Blondes et brunes („Blondinen und Brünette“). Suite des Valses. 1904[16]
- Bluette. Mélodie. Text: André van Hasselt
- Confidences („Geständnisse“). Gavotte mit Gesang. Text: G. Millandy. 1902.[17] Noten für Klavier vierhändig (PDF-Datei; 370 kB)
- Le Cortège de la Folie („Der Narrenzug“). Marsch-Polka für Orchester. 1897[18]
- Une Drôle d’Envie („Eine Laune der Lust“). Chansonnette. Text: Henri Desrosiers
- En Pologne („In Polen“). Mazurka. 1898.[19] Titelblatt
- L’Étendard de la Pitié („Die Standarte des Mitleids“). Chanson à voix. Text: Léon Durocher. 1905
- Festa Napoletana. Tarantella. 1912
- Fiançailles („Flitterwochen“). Walzer mit Gesang. Text: Fabrice Lémon. 1900.[20] Tonaufnahme bei Odeon für den deutschsprachigen Markt mit Julius Schmidt (Violine) und R. Tichy (Klavier)[21] Klavierstimme auf ismlp.org
- Gloire à Silène („Ruhm dem Silen“). Männerchor. Text: Léon Durocher
- L’heure du rêve („Die Stunde des Traums“). Intermezzo – Walzer. Text: Pierre d’Amor. 1905. Titelblatt, Partitur
- Hyménée („Hymenaios“). Walzer mit Gesang
- Hymnes des alliés („Hymnen der Alliierten“). Album. 1915–1918. Unter anderem: Marseillaise, Le Chant du Départ, God Save the King, Brabançonne, Nationalhymnen von Russland, Serbien, Japan und Montenegro, The Star-Spangled Banner
- Ivresse d’amour („Liebesrausch“). Walzer. 1903.[22]
- Joyeux ébats („Neckische Spiele“). Polka. 1902.[23] Titelblatt
- Joyeuse entrée du Prince Carnaval („Heiterer Amtsantritt des Karnevalsprinzen“; die Joyeuse entrée ist zugleich der Name einer berühmten, von 1356 datierenden Garantie der Einheit von Brabant). Polka-Marsch. Titelblatt
- Lutèce („Lutetia“). Ouvertüre. 1905[24]
- Marche Portugaise („Portugiesischer Marsch“). 1887 in Friedrich Hofmeisters Monatsberichten verzeichnet
- Marche solennelle („Feierlicher Marsch“) für Militärmusik oder Orchester. 1898[25]
- Néerlandia. Ouvertüre. 1912[26]
- Parisienne („Pariserin“). Walzer. Text: Léon Durocher. 1903.[27] Titelblatt
- Le Régiment de la Jeunesse („Das Regiment der Jugend“). Marsch. Text: Léon Durocher. 1905[28]
- Rêverie d’automne („Herbstträumerei“). Nocturne. 1905.[29] Noten für Klavier und Violoncello (PDF-Datei; 369 kB), Stimme für Flöte oder Oboe (PDF-Datei; 168 kB)
- Rose de Mai („Mairose“). Chansonnette. Text: V. Meusy
- Salut au clocher! („Gruß an den Kirchturm“). Vierstimmiger Männerchor. Text: Léon Durocher. 1904[30]
- Le Secret („Das Geheimnis“). Romanze. Text: André van Hasselt. 1901.[31]
- Soir de Venise („Abend in Venedig“). Mélodie. Text: Léon Durocher
- Songes roses („Rosarote Träume“). Intermezzo. 1898[32]
- Suite printanière („Frühlingssuite“). Suite in fünf Sätzen: Aubade – Impromptu – Fleurs et Papillons („Blumen und Schmetterlinge“) – Nocturne – Ronde villageoise („dörflicher Reigen“). 1903.[33] Titelblatt. Tonaufnahme bei Pathé mit dem Orchestre Pathé Frères[34]
- Tormento de Amor. Habanera. 1911
- Wilhelmine („Wilhelmina“). Marsch. 1901[35]